# Abe Lenstra Stadion
Abe Lenstra Stadion je fotbalový stadion v Heerenveenu v Nizozemsku. Stadion převážně využívá prvoligový SC Heerenveen. Kapacita stadionu činí 27 224 míst.
Stadion je pojmenován po hráči Heerenveenu, Abe Lenstrovi.
Dne 28. února 2024 se na stadionu hrál zápas o 3. místo v rámci Ženské ligy národů 2023/2024. Německo porazilo Nizozemsko 2:0.